# 马铃布依族苗族乡
马铃布依族苗族乡是中华人民共和国贵州省貴陽市花溪区下辖的一个民族乡。

## 行政区划
马铃布依族苗族乡下辖以下村级行政区划单位：
马铃村、革约村、牛皮箐村、谷增村、中寨村、平山村、凯伦村和凯坝村。